# Ehime Mbano
Ehime Mbano è una delle ventisette aree a governo locale (local government areas) in cui è suddiviso lo stato di Imo, in Nigeria. 
Estesa su una superficie di 169 chilometri quadrati, conta una popolazione di 130.931 abitanti.